# リアエンジン

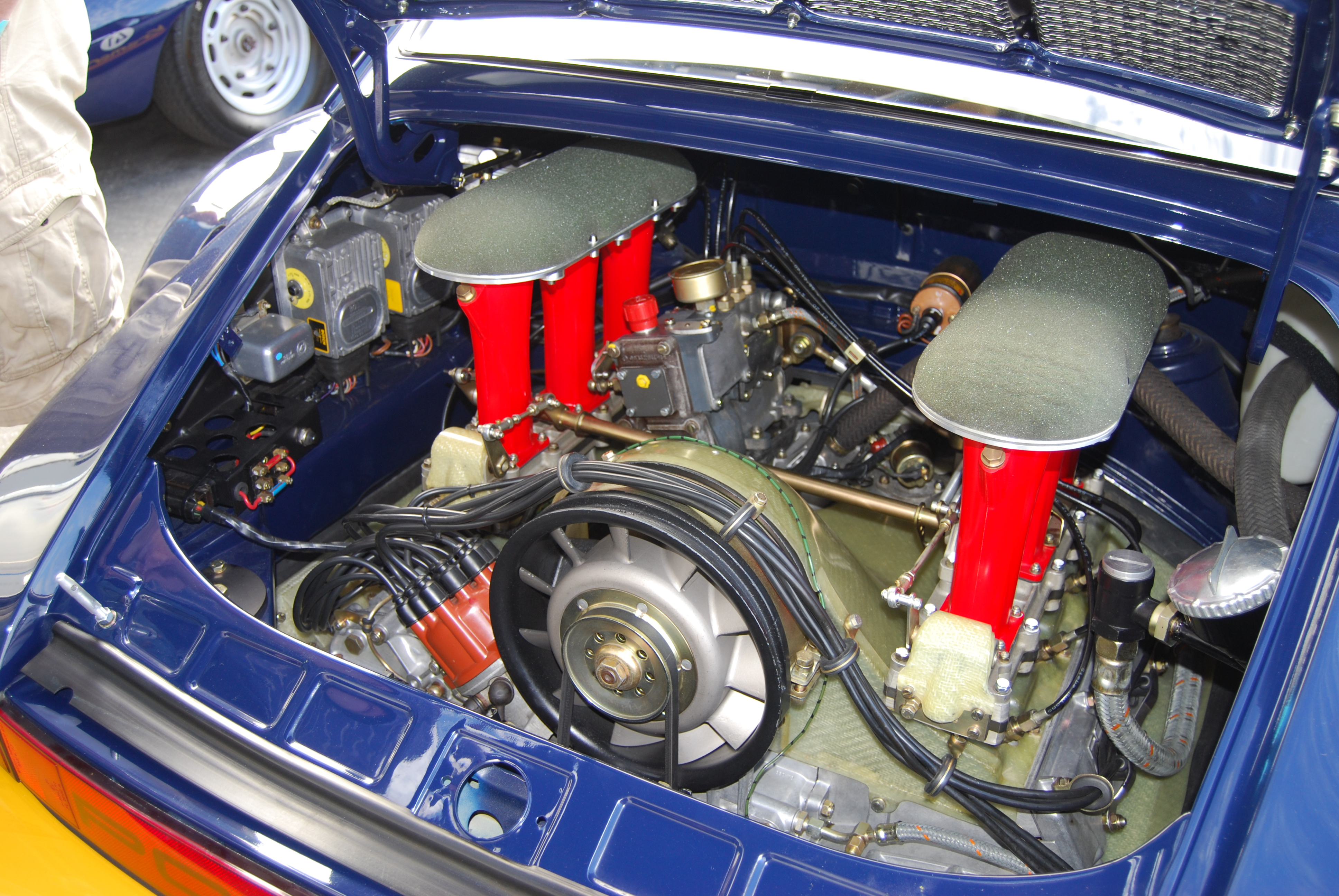
後車軸より後ろに搭載されるポルシェ911のエンジン

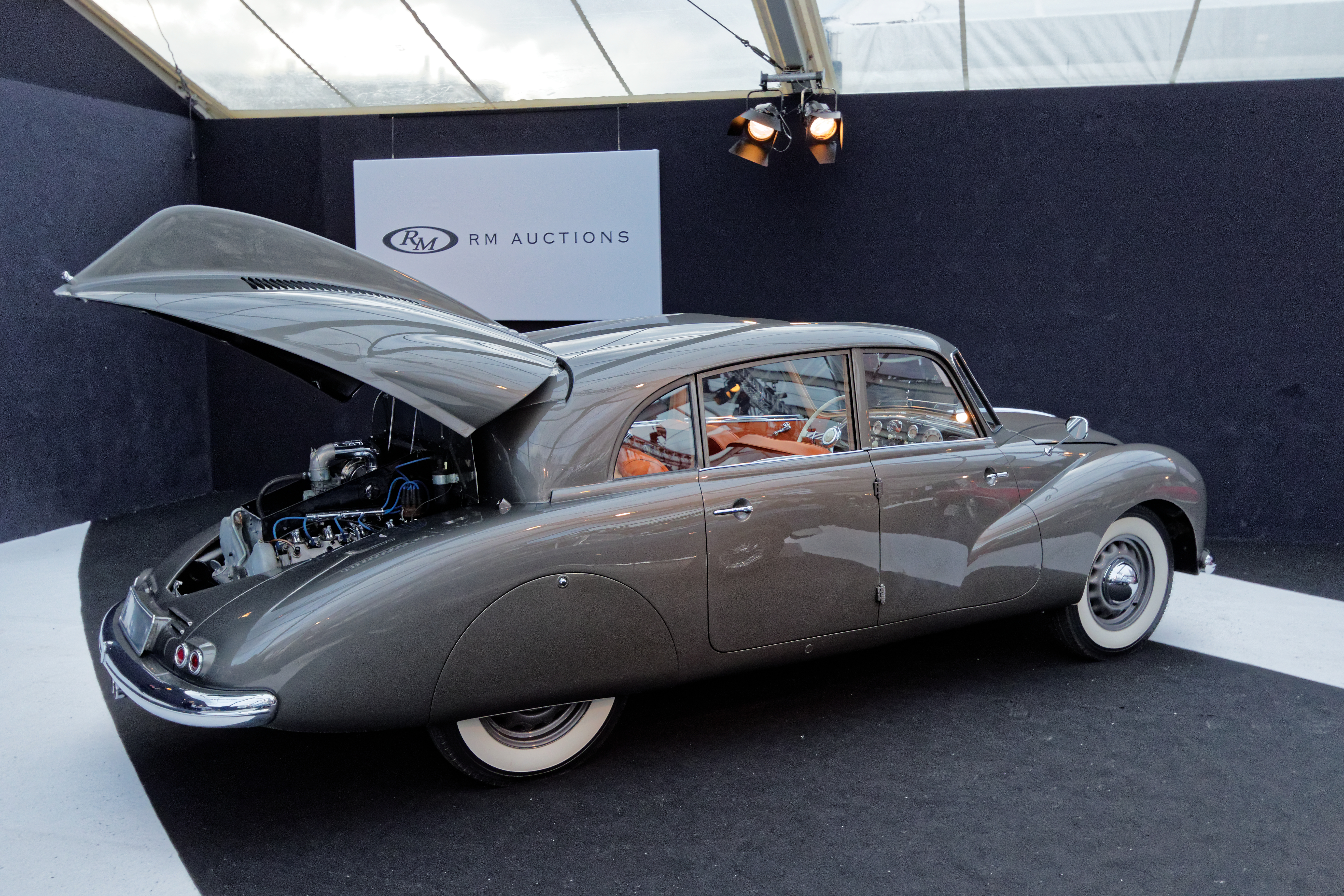
タトラ T87（1936年 - 1950年）。近代的リアエンジン車の嚆矢と言える

リアエンジンとは、自動車・航空機において、貨客スペースより後方にエンジンを搭載する方式。自動車ではエンジンの重心が後車軸中心より後ろ（リアオーバーハング）にあるものを指す。20世紀後半以降、マイクロバスを除くバス車両の駆動方式の主流として定着している。
自動車でも分野によっては、ミッドシップ配置も広義でリアエンジンに含めていることもあるが（フォーミュラカーなど）、この記事では基本的にミッドシップに相当するものは含めないものとする。

## 乗用車のリアエンジン

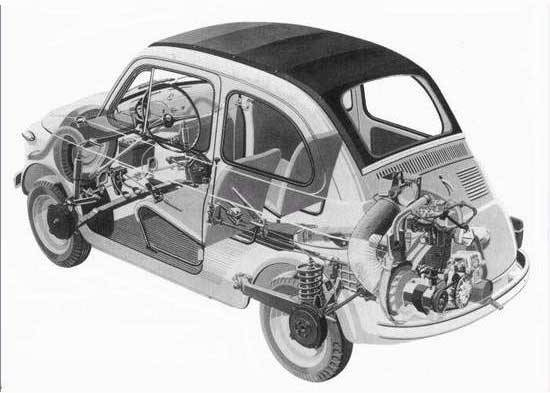
リアエンジンのフィアット500

自動車においては、黎明期から19世紀中の原始的な自動車では前輪を操舵輪とし、後輪を駆動輪とする役割分担における自然な配置として、リアエンジンはしばしば見られるものであった。しかし、回転軸を90度曲げることのできる傘歯車、駆動トルクに耐えうるプロペラシャフトジョイントなどが揃うと、排気量の拡大による性能向上を目指して大きく重くなる一方のエンジンを前に置き、そこから後輪を駆動する配置（いわゆるFR）が、エンジンの搭載性、前後軸重の均衡化、操縦安定性など、有利な点が多かったことから多用されるようになり、リアエンジンは一旦廃れた。
リアエンジンの再興は1930年代以降である。ドライブトレインを後部に集中させて最小限にまとめることができ、軽量化と室内容積の拡大を図れるパッケージングとして、主に小型乗用車（大衆車）から採用が始まり、日本では1950年代後半から軽自動車にも多用された。また、これらの設計やコンポーネントを流用したスポーツカーの一部にも採用例がある。一方、大型乗用車や高級車向けのレイアウトとしてはほとんど普及しなかった。
乗用車用としては、操縦安定性やラゲッジスペース確保などの面で課題も多く、1960年代以降、小型車ではフロントエンジン・前輪駆動（いわゆるFF）の配置に取って代わられた。21世紀初頭時点では、一部のスポーツカーや特殊な商用車に主として用いられるのみである。
後輪駆動の自動車では、エンジンの自重を駆動輪に掛けることができるためトラクション（駆動力）の点では有利であるが、重心やヨーイング軸から離れたリアオーバーハングに重量物のエンジンが配置されることは、運動性でミッドシップエンジン車やフロントエンジン車に、操縦安定性ではフロントエンジン車に劣ること、また、排気管長やマフラー容量が十分に取れないため、出力の面でも不利となることなど、大きなデメリットがある。特に運動性では、サスペンションジオメトリやばね定数など、他の多くの要素との組み合わせにもよるが、横転を起こす危険がある車があった。
なお、前輪駆動のリアエンジン車は、構造上全くメリットが存在しないため、フォークリフトや一部の履帯車両、少数の試作車などを除き、世界的に見ても採用例がない。

## 歴史

### 黎明期のリアエンジン車

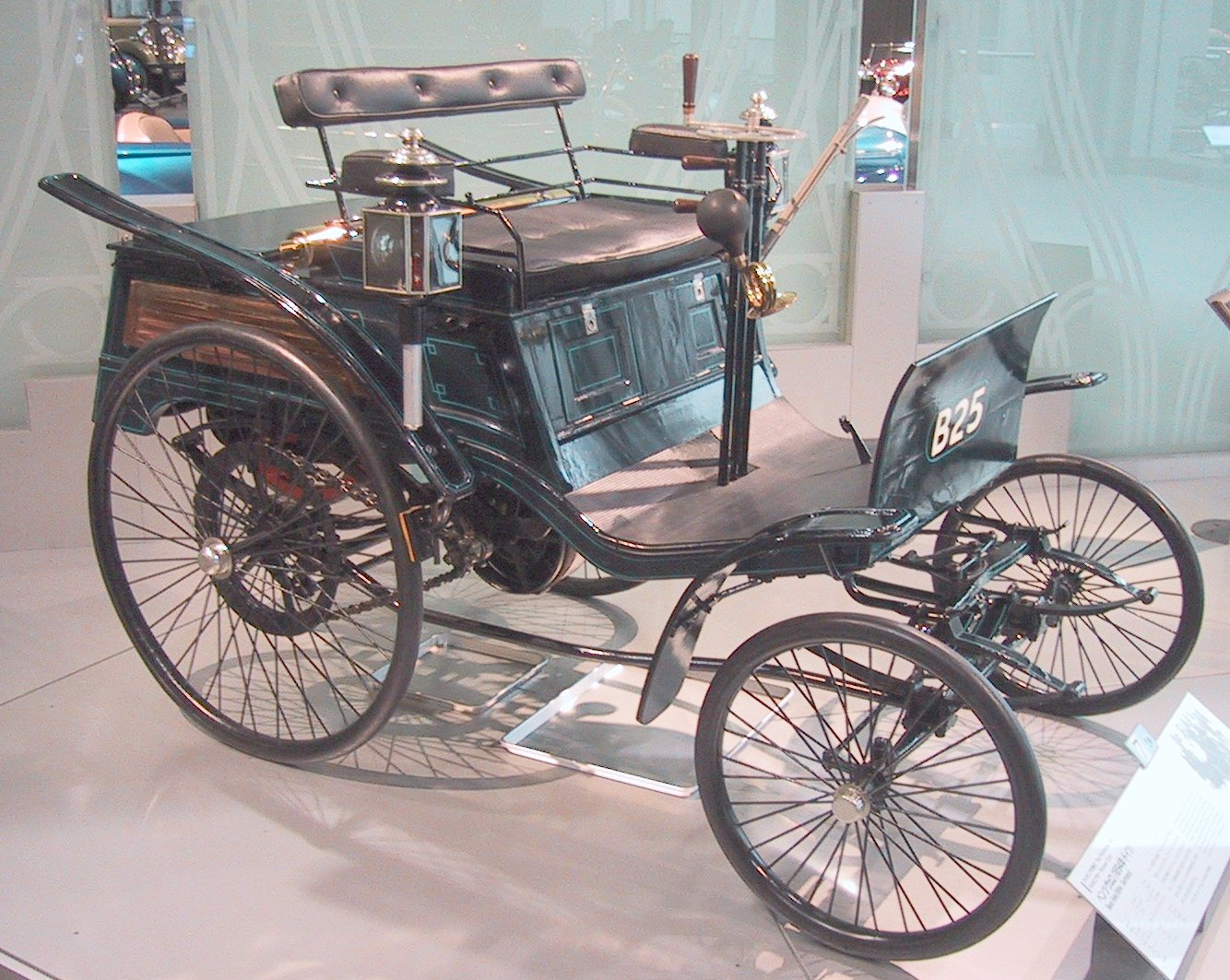
ベンツ・ヴェロ（1894年）。エンジンほか駆動系は座席下の後輪周囲に集まっており、着座位置が高い

ガソリン自動車が発明された初期には、動力伝達のための技術が未熟で、駆動輪である後輪至近にエンジンを搭載する必要から、リアエンジン方式にあたるレイアウトを採った自動車がほとんどであった。最初のガソリン車とされる1888年のダイムラー車、ベンツ車はいずれもチェーン伝動のリアエンジンであり、その後1900年頃までリアエンジンは自動車の主流であった。
ドイツで「ベテラン期」と時代分類されるこの頃のクラシックカーでは多くの場合、乗客たちは後車軸上に搭載されたエンジンの更に上に座席を設けて搭乗していたようなもので、当時の自動車の後輪の多くが大径車輪であった影響もあって、重心は高くなった。
これを克服するため、1891年にフランスのパナール・ルヴァッソールが車体前方にエンジンを搭載して後輪を駆動する「パナール・システム」と呼ばれるフロントエンジン・リアドライブ方式（FRと略される）を考案して低重心化と操縦安定性の向上を実現し、更に同じフランスのルノーが1898年にプロペラシャフトを介して効率よく後輪を駆動する「ダイレクト・ドライブ」を開発したことでFR方式の優位性が確立される。
この結果、市場の大勢は1900年代中期までにより高性能なFRへと移行し、重心が高く不安定なリアエンジン方式は一時忘れられた技術となった。

### リアエンジン車への再認識
FR方式は構造や操縦安定性の面で無理のないシステムではあったが、1910年代以降の自動車の発達過程で、プロペラシャフトの重量や低床化の妨げとなるフロアトンネルのスペース、振動とそれによる騒音は顕著な問題として表面化してきた。また自動車の大衆化に伴う小型・軽量化と低コスト化の必要性から、効率の良いパッケージングの追求が模索され、ここから第一次世界大戦後、プロペラシャフトを廃した自動車を開発する機運が生まれる。フロントエンジン・フロントドライブ方式（FF、前輪駆動）やミッドシップエンジン・リアドライブ方式 (MR) の研究が始まったのもこの頃であるが、同様に「エンジン至近の車輪を駆動する方式」として、リアエンジン方式も再認識されるようになる。
当時、自動車シャシの改良により、独立懸架機構であるスイングアクスル式サスペンションが実用化され、これを利用してトランスミッションとディファレンシャル・ギアを一体化したユニット構造の「トランスアクスル」が案出された結果、従来の固定車軸車よりも低重心かつ乗り心地の良いリアエンジン車の設計が可能となった。前輪駆動で必須とされる、操舵時に駆動力をスムーズに伝えることのできる「等速ジョイント機構」が実用水準に至っていなかった当時、プロペラシャフトの省略を目指した技術者の多くは、より障壁の低かったリアエンジン方式での自動車開発を進めた。
同様に後輪を駆動し、トランスアクスルを用いるミドシップ方式よりも、実用車で重要である客室容積を格段に広く取れ、エンジンアクセスにも優れる面が、リアエンジンの大きなメリットであった。当時のミドシップ方式は、エンジンサイズの制約ゆえにホイールベース間のスペース消費を避けられず、整備性にも問題を抱えていた（これらのミドシップの課題は21世紀初頭でも完璧な解決には至っていない）。
近代型リアエンジン車のシャシレイアウトを最初に具体的な設計として示したのは、ウィーン工科大学の一学生に過ぎなかったベラ・バレニー (Béla Barényi 1907 - 1997)である。まだ20歳にもなっていなかったこの若者は後年自動車設計者として大成するが、1925年時点で大学での研究テーマとして、空冷水平対向4気筒エンジンをリアオーバーハングに搭載し、トランスアクスルおよびバックボーンフレームと組み合わせた4輪独立懸架の合理的な乗用車シャーシを着想し、才能の萌芽をうかがわせていた。ただし、この時代のバレニーはまだ実車を製造するまでには至っていない。
同時代には流線形ボディの研究も進展し、ツェッペリン社出身の元・航空技術者パウル・ヤーライ（Paul Jaray 1889年 - 1974年）によって1920年代前半に考案された「ヤーライ流線形」が、フロントエンジン車のシャシを利用しての顕著な実験結果により、空気抵抗を減少させて性能を高めるという第二次世界大戦以前の古典的流線型乗用車のコンセプトの基本となった（もっともそれが一般化するのは1930年代中期以降である）。
前端を丸め、後端に長く尾を引いたヤーライ流線形は、リア・オーバーハングにエンジンを搭載するのにも適していた。1920年代後半以降、これを具現化しようとする企画がドイツやチェコスロバキアなどで立ちあがってくる。
1931年から翌1932年にかけてフェルディナント・ポルシェの設計になるツェンダップのためのリアエンジン試作車「タイプ12」が3台製作され、これ以降、ドイツとチェコスロバキアでリアエンジン方式の量産乗用車が出現する。その嚆矢はタトラの主任技師であるハンス・レドヴィンカ (Hans Ledwinka) による1934年の「T77」であろう。そして1936年にはメルセデス・ベンツの「170H」(W28)、1938年にはKdFヴァーゲン、のちのいわゆる「フォルクスワーゲン・タイプ1」が発表される。MB 170Hは若干市販されたものの増加試作の域を出ず、VWの本格量産は第二次世界大戦の終わった1945年からとなる。なお、フォルクスワーゲンでは民生用に先駆け、kdfヴァーゲンを軍用車両に設計変更したキューベルワーゲンとシュビムワーゲンを量産している。
自動車史上「ポスト・ヴィンテージ期」と呼ばれるこの時代に出現したリアエンジン車は、バックボーンフレーム構造などで合理化されたシャシに、機能的な流線形ボディと、四輪独立懸架を携え、むしろ更に未来のモダン・エイジを象徴する、ベテラン期の原始的リアエンジン車とは完全に断絶した「新しい自動車」であった。

### アメリカの大型車におけるリアエンジン

#### 大型乗用車
ヨーロッパでリアエンジンの研究が進められていた1930年代当時、アメリカ合衆国では、一般的な乗用車の分野でリアエンジン方式が研究されることはほとんどなかった。それらは僅かな例のみで試作に留まっている。
オランダ人技術者ジョン・ジャーダがアメリカで1931年に開発した大型リアエンジン試作車「スターケンバーグ」は、そのコンセプトがタトラに影響を与えた可能性があった（ジャーダが後に所属した車体メーカーのブリッグス社に、タトラの主任設計者ハンス・レドヴィンカの親戚が在籍しており、1934年発表のタトラ T77はスターケンバーグに極めて類似した流線形車であった）が、アメリカでスターケンバーグのコンセプトが市販自動車に活かされたのは流線形ボディの要素のみで、リアエンジンで追随する例はなかった。
一方アメリカでは、技術者ウィリアム・スタウト (William B. Stout) が1935年、別のアプローチからリアエンジン方式を応用し、まったく新しいコンセプトのモノスペース車を開発した。現代のミニバンの始祖とも言うべき流線型試作車「スタウト・スカラブ」である。航空機や鉄道車両のような発想を取り入れ、流線形のモノスペースボディを備えたこの車は、流線形リアエンジンで先行したジョン・ジャーダが実車デザインに携わっており、フォードのV型8気筒エンジンを車体後部に搭載することで、広い室内容積とレイアウトの自由度を得ていた。
ただしこの着想もすぐに活かされるまでには至らず、スカラブが量産化されることはなかった。ミニバンクラスのリアエンジン車両でこの種のアイデアを巧みに実現し、量産化して成功した最初は、1950年発表のフォルクスワーゲン・タイプ2が嚆矢と言える。以降も同種の手法はヨーロッパや日本の小型車での事例が主となった。

#### 大型バス

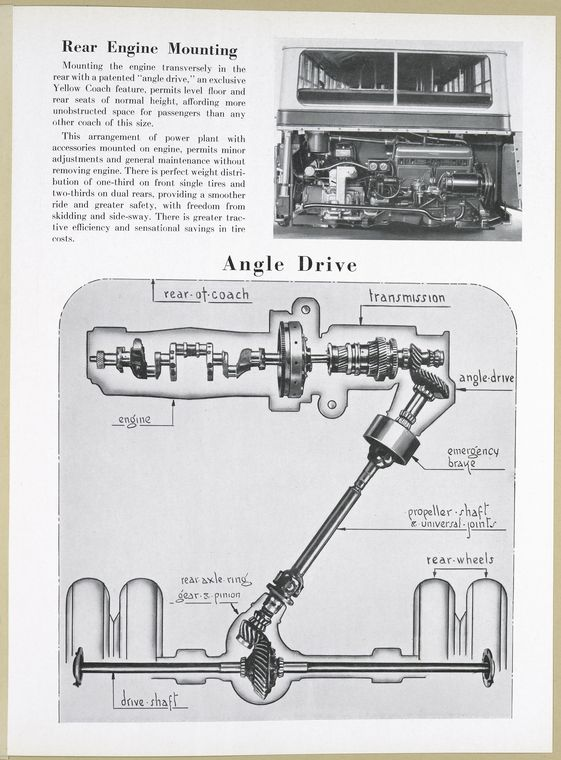
GMC・トランジットの駆動方式。乗用車とは異なりバスはRRにプロペラシャフトを使用する。

アメリカでは、さらに大型のバスでリアエンジン方式が活かされることになった。大型バスは20世紀初頭以来、トラックの派生ともいうべきはしごフレームのボンネット型が主流で、一部にエンジン上まで客室として利用したキャブオーバー型もあったものの、主流とは言えなかった。
それらに勝る優れた機能性、広い床面積と大きな車内容積、合理化された駆動システムをリアエンジン方式で実現したのが、1940年にゼネラルモーターズによって発表された新型バス「GMC・トランジット」である。フレームレスモノコック構造の軽量で床の低い車体、車体最後端に横置きされた、コンパクトながら強力なデトロイトディーゼル製ユニフロー掃気ディーゼルエンジン、これにやはり横置き直結され、車体中心線から偏向搭載されたトランスミッションと、それらより前方に位置する後車軸を斜行したプロペラシャフトで結んで駆動する「アングルドライブ方式」を組み合わせた優れたパッケージングが、この全く新しいバスの成功の要因であった。第二次世界大戦後の世界各国のバスに「トランジット」の発想は受け継がれ、リアエンジン方式は現代に至るまで大型バスにおける主流の駆動方式となっている。
日本の文献では、富士重工業の前身の一つである富士自動車工業が1949年（昭和24年）に民生産業（現・UDトラックスと共同開発したリアエンジンバス「ふじ号」について、日本でオリジナルの着想により開発された史上初のモノコック・リアエンジンバスであるように記述している例が少なくない。だが「ふじ号」の車体設計は、進駐軍の持ちこんだGMのリアエンジンバスが先行例として参考にされているのは明白で、ボディ前面窓周囲の独特なへこみはトランジットそのままである。UDエンジンとアングルドライブに付いては「ふじ号」（富士TR014X-2）の次世代の「民生・コンドル号」から採用されており、これはGMからのライセンス供与であることが公表されている。日本の実情に合わせた開発こそ富士・民生の自社技術によるものとはいえ、発想の根本自体は決してオリジナルとはいえない。「ふじ号」についての文献でGM製リアエンジンバスに触れていないものは、日本メーカー（多くの場合はバスボディメーカーとしての富士重工業）を賞揚するために、都合の悪いGMの存在を無視しているともとれる。

### 戦後のリアエンジン乗用車普及
プロペラシャフトがなく、エンジンから駆動輪に至るまでのドライブトレーンが車体の一端に集中したリアエンジン車の構造は極めて合理的であり、重量を軽減しながら客室内に広い居住スペースを確保することができた。そのメリットは特に小型車で顕著であった。
タトラやフォルクスワーゲンでの技術的成果は各国の自動車技術者に刺激を与え、第二次世界大戦後になると1946年発表のルノー・4CVを皮切りに、ヨーロッパの多くのメーカーがリアエンジン方式の小型車を開発するようになる。日本のリアエンジン乗用車では、1958年（昭和33年）のスバル・360が自国開発による最初の成功例と言えよう。ラジエータースペースの問題や軽量化のため、リアエンジン車には空冷エンジン車が多かったのも特徴的傾向である（ルノーのように水冷を用いた例も存在したが、概して簡易な空冷式への志向が強かった）。
小型車にリアエンジン方式が採用されたことは、スポーツカー分野にもリアエンジンを普及させる一因となった。もともと小型スポーツカーには、小型乗用車のシャーシやコンポーネントをベースにして製作される例が多く、車体形状の自由度が高くしかも軽量なリアエンジン方式のメリットが、スポーツモデルに活かしやすかったからである。その代表例は1948年のポルシェ・356（ベースはフォルクスワーゲン・タイプ1）に始まるポルシェ各車、そしてフィアット・600系リアエンジン大衆車をベースとした多くのイタリア製小型スポーツカーであろう。
なお、大型乗用車でリアエンジン方式を一貫して長期継続したのは、世界でもタトラのみである。同社は1934年のタトラ・T77以来、東側ブロック崩壊による民主化・チェコスロバキア解体後の1998年に「T700」の製造中止で乗用車の生産から撤退するまで、一貫してリアエンジン乗用車を製造した。そのモデルは1,700 cc級のT97（1937年）、2,000 cc級のT600タトラプラン（1947年）の2種の中型車を除くと、一貫して2.5 Lから3.5 L級の空冷V型8気筒の大排気量車であった。これはチェコスロバキアが戦後共産圏に入って西側諸国のトレンドとの関係が希薄化したことと、計画経済下の国策で大型乗用車メーカーに指定されたタトラが、在来技術のキャリーオーバーで技術開発を進めたことによるもので、技術的ポリシーがガラパゴス化した中での「奇妙な進化」であった。近現代でリアエンジン車がその国における最高級大型車というべき位置付けにあったのは、世界でもチェコスロバキアだけである。
大型リアエンジン乗用車開発を企図した事例としては、ほかにアメリカ合衆国のタッカーが1948年に発表した5.5 L級の特異な大型車タッカー・トーピードが挙げられるが、試行的に数十台を製造したのみで頓挫している。

### シボレー・コルヴェア事件

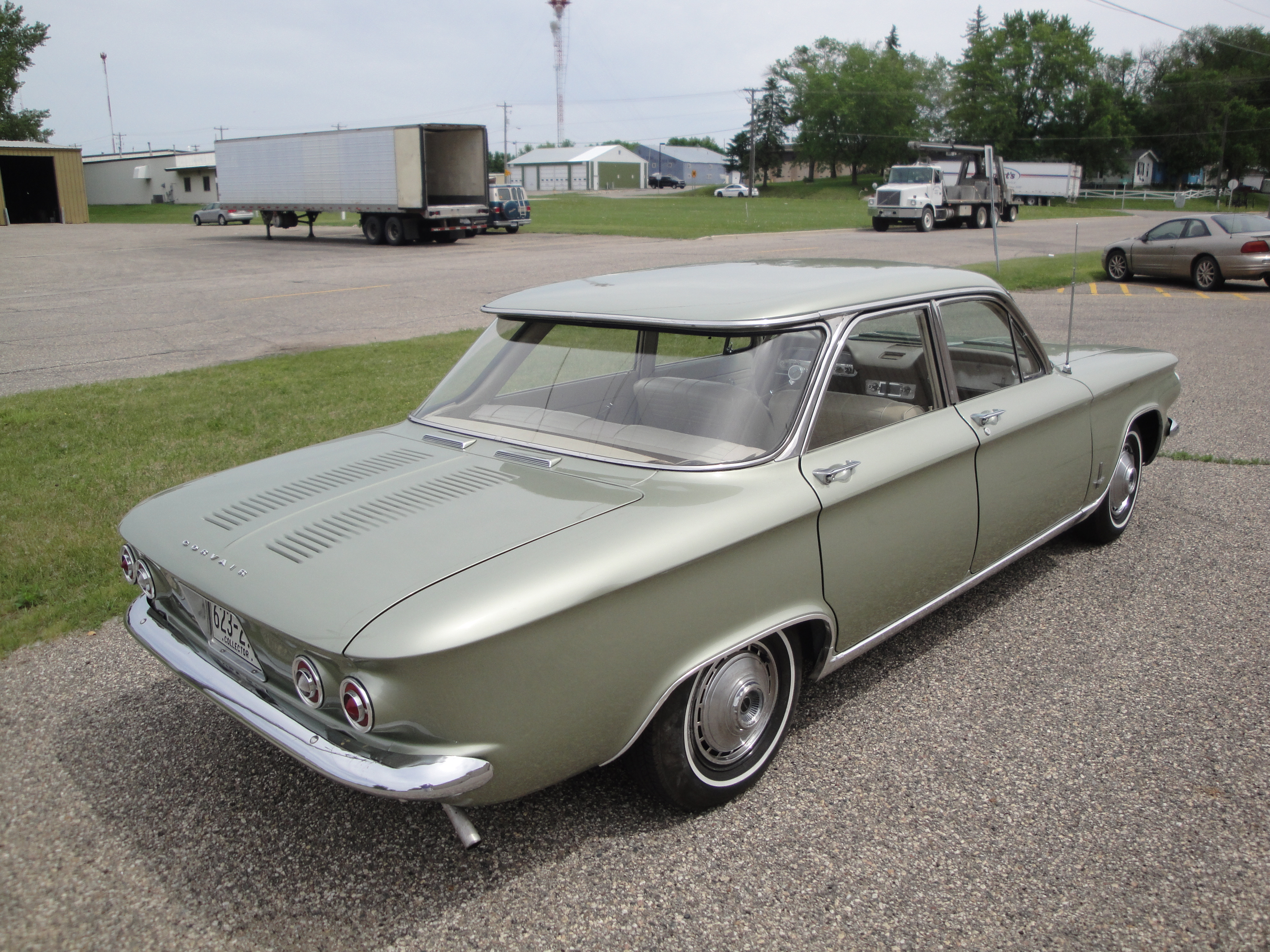
シボレー・コルヴェア・モンザ　1964年モデル（後方から）。パッケージングとデザインは優れていたが、操縦安定性の問題を内在していた

1950年代中期以降、アメリカ合衆国にはヨーロッパ製の小型乗用車が多く輸入され、特にセカンド・カー需要の分野でアメリカメーカーのシェアを蚕食し始めていた。これに対し、先行して小型車分野に転身していたアメリカン・モーターズ (AMC) に続き、大型車主力の「ビッグ3」（ゼネラルモーターズ、フォード・モーター、クライスラー）も、1950年代末期からアメリカ車としては小型の2,000 - 3,000 ccクラス（世界的には中型～大型車であるが、当時のアメリカでは「コンパクト・カー」とされた）の「小型車」開発に取り組むようになる。
このコンパクトカー開発に際して、ビッグ3の他2社とAMCは、水冷直列6気筒搭載のFRレイアウトという堅実で無難な設計を用いたが、GMだけは独自路線を採り、空冷水平対向6気筒のリアエンジン車「シボレー・コルヴェア」を1959年に発表した。レイアウトからは当時アメリカでよく売れていたフォルクスワーゲン・タイプ1（ビートル）の影響が明白であった。
コルヴェアは洗練されたスタイルと斬新なメカニズムで市場にアピールし、その当初大きなヒット作となったが、サスペンション設計とそのセッティングに根本的問題を抱えており、走行中の旋回で横転事故を起こしやすいという危険性を内包していた。この欠陥を消費者運動家のラルフ・ネーダーが指摘し、「危険な欠陥車」として糾弾した。だがGMはコルヴェア問題に適切な対処を行わなかったばかりか、ネーダーの身辺を調査して彼の活動を抑えようとする姑息な対抗手段が露見したことでかえってスキャンダルをこじらせ、大きく信用を損なった。コルヴェアは1968年に製造中止され、以後GMはリアエンジン乗用車を製造しなくなった。
コルヴェア騒動の過程で、リアエンジン車の操縦安定性に関する疑念が大きくクローズアップされた。もともと乗用車クラスのリアエンジン車はオーバーステア傾向が強く、フロントエンジン車に比して直進安定性に劣るきらいがあるため、重量配分やサスペンション・セッティングに配慮が必要である。この問題は小型リアエンジン車でも無視できないが、大型になればなるほどさらに厳しくなる。1950年代以前には、ジャッキアップ現象を起こしやすい古典的スイングアクスル方式のサスペンションがリアエンジン車に多く用いられていたため、旋回時横転リスクの欠点は特に顕著となった。
コルヴェアはこれらの問題に関する配慮が足りなかったために「欠陥車」の悪評を被ることになったが、その余波は他のリアエンジン車にも及んだ。アメリカ市場のリアエンジン車はコルヴェア以外、全てヨーロッパからの輸入車で、大型車は存在しなかった（当時のタトラはアメリカに輸出されていない）が、それでもフォルクスワーゲンをはじめとするリアエンジン車の多くが「危険ではないか?」「横転しやすいのではないか?」と疑念を持たれるようになった。

### 前輪駆動の台頭
またリアエンジン車には、操縦安定性以外にも多くの克服しがたい弱点があった。
客室とエンジンルームとの隔壁面積が大きく、遮音・遮熱面でも不利であったが、実用上の最大の問題はラゲッジスペースが不足することであった。フロントセクションは前輪の操向（舵取り）のため、ホイールハウスやステアリングリンケージにスペースを取られ、トランクとして利用するには、容積や形状の面でフロントエンジン車のリアトランクには及ばなかった。特に、エンジンルームが荷室容積や床形状に大きく影響を及ぼす商用車ではさらに不利となる。リアエンジンのワゴンやバン、トラックもあるが、絶対的な積載容積や積載性ではやはりフロントエンジン車にかなわず、また遮音・遮熱の問題をさらに大きくした。
リアエンジンの場合、水冷エンジン車はエンジン冷却対策（ラジエーター配置とその冷却空気の流動）に問題を抱えていた。後部ラジエーターとすると走行風を有効活用できず、かといってフロントにラジエーターを置くと、冷却水の配管が長大になり過ぎることや、元々少ないトランク容積をさらに圧迫する難があった。リアエンジン車に多い空冷エンジン車は、冷却面の制約をクリアできたにしても、今度は騒音過大と暖房能力不足（温水ヒーターに比してヒートエクスチェンジャーの性能が遙かに劣る）という別の難があった。
水冷式フロントエンジン車であれば上に挙げられたリアエンジン車特有の問題は生じず、車体後部の設計改変によるバリエーション展開も容易である。多くのリアエンジン車メーカー（それらはたいていの場合、小型車でもFR方式を墨守するメーカーに比べると先進的な傾向があった）が、将来的なフロントエンジンへの移行を考えるようになったのは無理もないことであった。
シボレー・コルベアと相前後して、1959年に発売されたイギリス・BMCのMiniが、小型前輪駆動車の普及の可能性を大きく広げた。前輪駆動車で常にネックとなっていたのは、等速ジョイントの精度と耐久性だったが、Miniで駆動輪用に本格導入された「バーフィールド・ツェッパ・ジョイント」がこれを解決した。しかもMiniは直列4気筒エンジンを横置きにするという合理的設計で、ドライブトレーンを極めてコンパクトなものに仕上げた。
それ以前からヨーロッパではシトロエンやアウトウニオンなどが前輪駆動への傾倒を見せていたが、耐久性に優れた等速ジョイントの実現はそのまま前輪駆動方式のさらなる飛躍を意味していた。果たして1960年代末にはヨーロッパの主要な自動車生産国（ドイツ、イギリス、フランス、イタリア）のメーカーで、前輪駆動方式の大衆車開発が急速に盛んとなった。
等速ジョイントの性能・品質改善は更に進んだ。バーフィールド社の原案によるディファレンシャル側向け等速ジョイントの「ダブルオフセット・ジョイント (DOJ)」は、バーフィールドと技術提携していた東洋ベアリング（現・NTN）の手で、1965年にスバル・1000用として実用化された。これによって、前輪駆動車に必要とされるデフ側・車輪側双方の等速ジョイントが完全に実用水準に達した。
この頃から、それまでリアエンジン車を作っていたメーカーの多くは、リアエンジンモデルの新規開発を控え、既存リアエンジン車の改良で延命を図る程度になった。もはや開発の軸足が前輪駆動車に移っていた。1969年にイタリアのフィアットから発売された128は、エンジンと変速機を直列（横置きエンジンなので並列とも言える）に配置した「ジアコーサ式前輪駆動」を採用したが、低コストで前輪駆動を実現できることから以後の多くのメーカーがこのレイアウトに追随し、前輪駆動への流れは決定的となった。

### 現代のリアエンジン
リアエンジン車の代表ともいえるフォルクスワーゲン・タイプ1が、前輪駆動車ゴルフ（1974年）発売に伴い、1978年にドイツ本国での生産を終了したのは、リアエンジン乗用車の時代の終焉を象徴する「事件」であったといえよう。
その他のヨーロッパや日本の主要メーカーも、旧式なリアエンジン車を延命するように生産していた事例が少数見られたが、いずれも1980年代前半までには生産を終えている。
21世紀初頭、小型から中型のリアエンジン車の系譜を維持し続けているメーカーは、スポーツカーメーカーで「リアエンジンであること」が911のアイデンティティにまでなっているポルシェと、モノスペースを追求した超小型車カテゴリーに属するスマート、タタ・ナノ程度に留まっていた。
かつてスバル・360に代表されるリアエンジン軽自動車を多く生産したスバル（富士重工業）が2012年まで生産していたリアエンジン車は、軽トラックとワンボックスの「サンバー」であったが、スバルはすべての軽自動車をダイハツ工業からのOEMに切り替え、軽自動車の生産から撤退した。
一方、中型以上のバスでは、トラックとコンポーネンツ多数を共用したモデルや、超低床型の特殊車における一部事例を除けば、床面積を最も有効に活用できる手法として世界的にリアエンジン方式が現在に至るまで標準レイアウトとなっている。
2014年にはダイムラーとルノーの提携により、スマート・フォーフォー（2代目）とルノー・トゥインゴ（3代目）がシャシを共用したRRレイアウトのコンパクトカーとして発売された。これにはエンジンのダウンサイジング技術の発展が大きく関与しており、エンジンを小型・軽量化することで前後重量配分をMRと同等にしている。居住性についても、FFであった前モデルに比べ車体サイズをそのままに室内前後長を大幅に向上させることが可能になった。これは、これまでフロントエンジンが取っていたスペースを室内前後長として加えることができたためである。
電気自動車においてはパワートレインによる重量の偏りから解放され、ホイールインモーターを含めてモーター搭載位置の自由度も高く、後輪駆動も選択肢と成り得ており、2020年に発売されたホンダ・eもRRレイアウトを採用している。

## リアエンジン乗用車の歴史
- 1898年 - 米国ウィントン・モーター・キャリッジ・カンパニーが最初に販売した車
- 1901年 - 米国オールズ モーター ワークス オールズモビル・カーブドダッシュ
- 1934年-1938年 - タトラ T77（試作車は1933年）
- 1935年 - メルセデス・ベンツ・170H
- 1937年-1950年 - タトラ T87（試作車は1936年）
- 1938年 - タトラ T97（試作車のみ。ナチス・ドイツの命により生産を中止）
- 1938年-2003年 - Kdf、後のフォルクスワーゲン・タイプ1（ビートル）
- 1946年-1961年 - ルノー・4CV
- 1947年-1952年 - タトラ T600 タトラプラン（1951年・1952年はシュコダ製）
- 1948年 - タッカー
- 1948年-1965年 - ポルシェ・356（試作車は1947年）
- 1950年-1992年 - フォルクスワーゲン・タイプ2（トランスポルターT1、T2、T3）
- 1953年-1962年 - 日野・ルノー (PA62)
- 1955年-1969年 - フィアット・600
- 1955年-1968年 - ルノー・ドーフィン (Renault Dauphine)
- 1956年-1969年 - フィアット・ムルティプラ
- 1957年-1963年 - アルピーヌ・A106
- 1957年-1959年 - BMW・600 (BMW 600)
- 1957年-1975年 - タトラ・T603（試作車は1955年）
- 1958年 - 1971年 - スバル・360
- 1958年 - シボレー・コルヴェア - 1960年代にラルフ・ネーダーによる消費者運動の標的となる
- 1958年-1962年 - NSU プリンツ（I、II、III、30含む）
- 1959年-1965年 - BMW・700 (BMW 700 E107)（カブリオ・E110とクーペ・E119は1959年 - 1964年）
- 1959年-1968年 - ルノー フロリド／カラベル
- 1960年-1963年 - アルピーヌ・A108
- 1960年-1962年 - 三菱・500
- 1960年-1966年 - マツダ・R360クーペ（身障者用は1969年まで）
- 1961年-1968年 - アンフィカー
- 1961年-1978年 - シムカ・1000（Simca 1000 クーペは1961年 - 1966年）
- 1961年-1964年 - NSU・プリンツ4
- 1961年 - 1965年 - 日野・コンテッサ900
- 1961年 - 生産中 スバル・サンバー(前述のとおりリアエンジン車は2012年まで)
- 1962年-1965年 - 三菱・コルト600
- 1962年-1977年 - アルピーヌ・A110
- 1962年-1972年 - ルノー・8 (Renault 8)
- 1962年-1970年 - マツダ・キャロル
- 1963年-1970年 - アルピーヌ・Gt4
- 1963年-1976年 - ヒルマン インプ
- 1964年-1969年 - シュコダ 1000MB / 1100MB
- 1964年-1974年 - NSU 1000
- 1964年- 生産中 - ポルシェ・911（901、911、930、964、993、996、997、991、992を含む）
- 1964年 - 1969年 - 日野・コンテッサ1300
- 1964年-1974年 - フィアット・850（Fiat 850 スパイダーは1964年 - 1967年）
- 1965年-1971年 - ルノー・10 (Renault 10)
- 1965年-1975年 - ポルシェ・912 (Porsche 912)
- 1966年-1974年 - シムカ・CG
- 1967年-1979年 - スズキ・フロンテ
- 1969年-1972年 - スバル・R-2
- 1972年-1981年 - スバル・レックス
- 1974年-1991年 - タトラ・T613（試作車は1968年）
- 1997年-1998年 - タトラ・T700 - 最後のタトラ製リアエンジン乗用車
- 1998年-2019年 - スマート・フォーツー(現行は電気自動車のみ)
- 2006年-2013年 - 三菱・i (後に電気自動車i-MiEVが派生)

### 現行生産中の主なリアエンジン車（バスなどを除く）
- ポルシェ・911
- タタ・ナノ
- スマート・フォーツー/フォーフォー
- ルノー・トゥインゴ
- テスラ・モデルS
- ホンダ・e
- トヨタ・C+pod
- ヒョンデ・アイオニック5

## 航空機のリアエンジン
レシプロエンジン動力によるプロペラ機の時代には、胴体後部にエンジンを後ろ向きに搭載して後方向きプロペラを回転させる例が少なからず存在した。この種の「推進式」と呼ばれるレイアウトは単発機に見られたが、プロペラの回転スペースを確保するため後尾を双胴式にする必要があるなど、一般的な前方配置エンジンの「牽引式」に比べるとデメリットが多く、一般的ではなかった。第二次世界大戦後にはセスナ社の双発プロペラ機に後尾を双胴とした「直列型双発」の事例があるが、例外的なものである。
戦後のジェットエンジン時代になると、エンジン搭載の制約はプロペラの大直径から、エンジン本体の直径にまで縮まり、搭載位置の自由度が高まった。その気になれば胴体外面に直接ジェットエンジンを取り付けてしまうこともできるようになった。

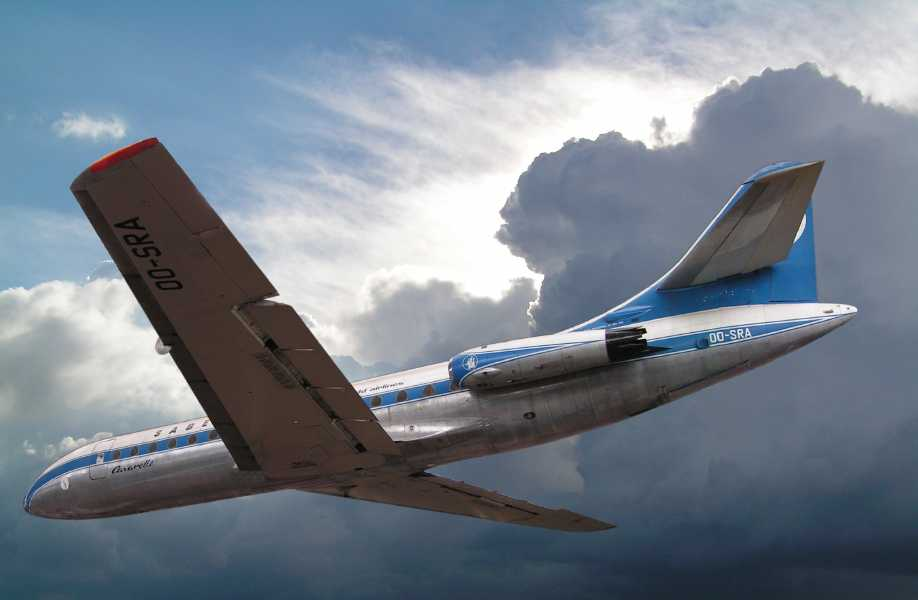
世界初のリアエンジン旅客機、シュド・カラベル

世界初のジェット旅客機でイギリスで開発されたデハビランド・コメット（1949年初飛行）は、ジェットエンジンのコンパクトさを活かし、主翼の中にエンジンを搭載した、非常にスマートな外観を特徴としていた。もっともコメットのレイアウト自体は、主翼にエンジンを装備するレシプロ旅客機の着想から大きく飛躍するものではなかった。
同時期、フランス政府は自国での中型ジェット旅客機の開発を急いでいた。その結果、デハビランドとの契約により、コメットの設計の一部（機首構造など）を流用することで、シュド・カラベルを短期間で開発した（1955年初飛行）。カラベルはジェットエンジンのコンパクトさを最大限に活かし、客室後の胴体両側面にエンジンポッドを装備した。その結果、世界初のリアエンジン式ジェット旅客機となった。
同時期、アメリカを初めとする各国の大型ジェット輸送機・爆撃機などではエンジンを翼下にパイロンで吊り下げる手法が採用され始めていたが、リアエンジンではこれに比べ、重いエンジンを翼で支えずともすむことから主翼設計の自由度が向上した。また主脚を短くしつつエンジン搭載位置を高めに確保できるなど、特に中・小型機で多くのメリットがあった。胴体に寄り添う形でエンジンが搭載され、エンジン自体の前面投影面積が見かけ上狭いことから、翼下エンジン機に比べバードストライクが比較的少ないことも長所であった。
カラベルが技術的にも商業的にも成功すると追随者が現れた。その後1970年代にかけ、欧米やソ連の旅客機メーカー・製造者は、双発・3発のリアエンジン大型ジェット旅客機を多数開発した。1960年代にはイギリスのビッカース VC10や、ソ連のイリューシン Il-62のような、当時としては大型の4発リアエンジンの機体まで出現している。

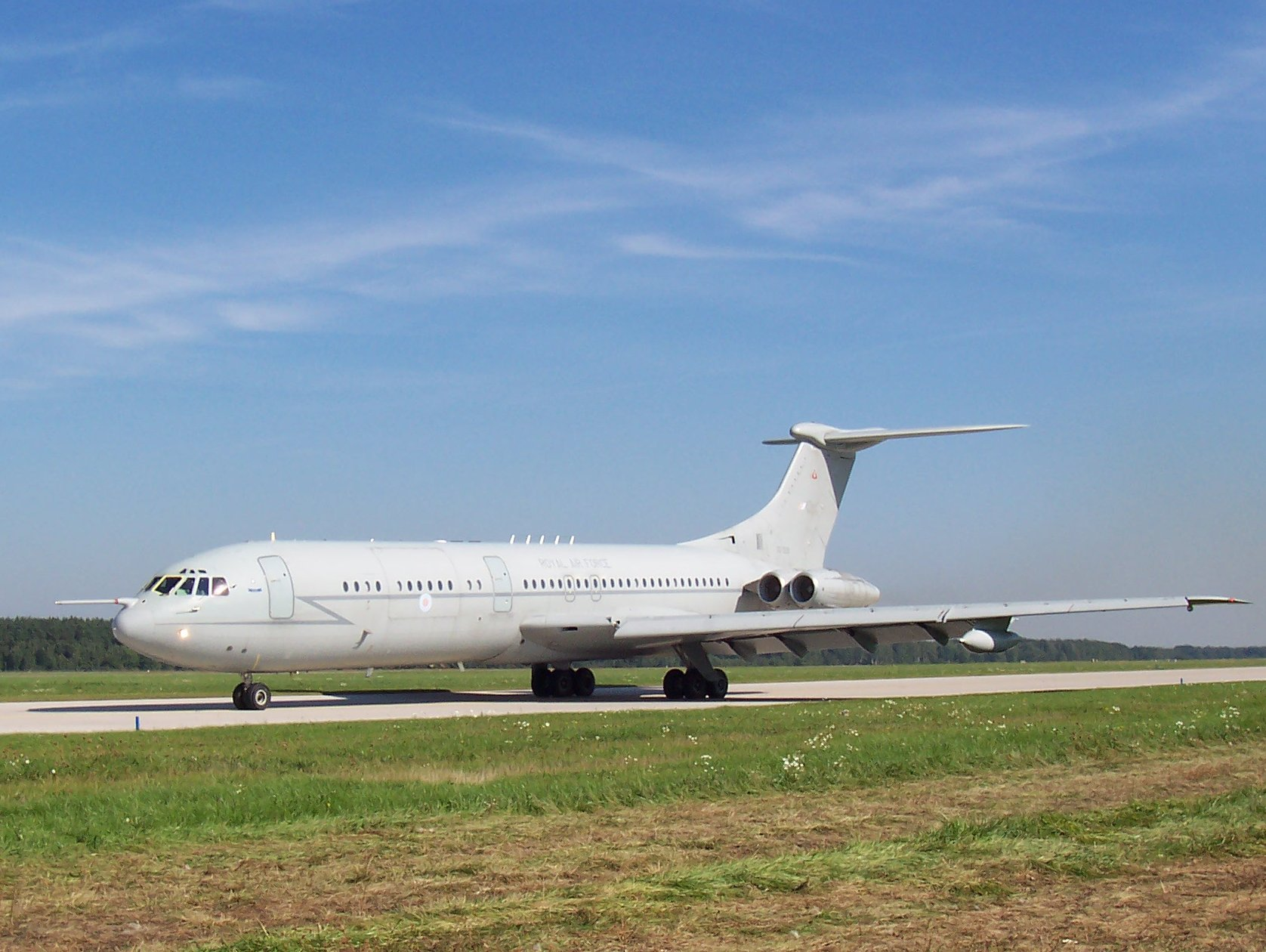
4発リアエンジンのVC10

その後、ジェット旅客機の大型化が進み、エンジンも大型化・大出力化すると、必ずしもリアエンジン方式が有利とは言えなくなってきた。前後の重量バランスを取るための制約が増え、また胴体に近すぎるエンジンが騒音の原因になるという問題もあった。静的な重心位置が後寄りとなるため、ボーイング727の貨物型やダグラスDC-9では、駐機中に尻餅を着くことがあり、駐機中の支柱を装備している機体もあった。1960年代中期に開発されたボーイング737は、開発がリアエンジン式ジェット輸送機の盛んな時期であったにも関わらず、エンジン搭載位置が高いことによる整備のしにくさを嫌って、敢えて翼下直付け方式としていた。
1980年代以降、ジェットエンジンの大型化が進み、かつての3発機はおろか4発機をも代替できるほどの大型・大出力双発機が実用化されたが、それらのターボファンエンジンはもはやかつての中型旅客機の胴体ほどにも太くなり、翼下吊り下げ方式でなければ搭載が困難なほどに巨大化した。このため、近年大型旅客機ではリアエンジン方式は過去のものとなりつつある。

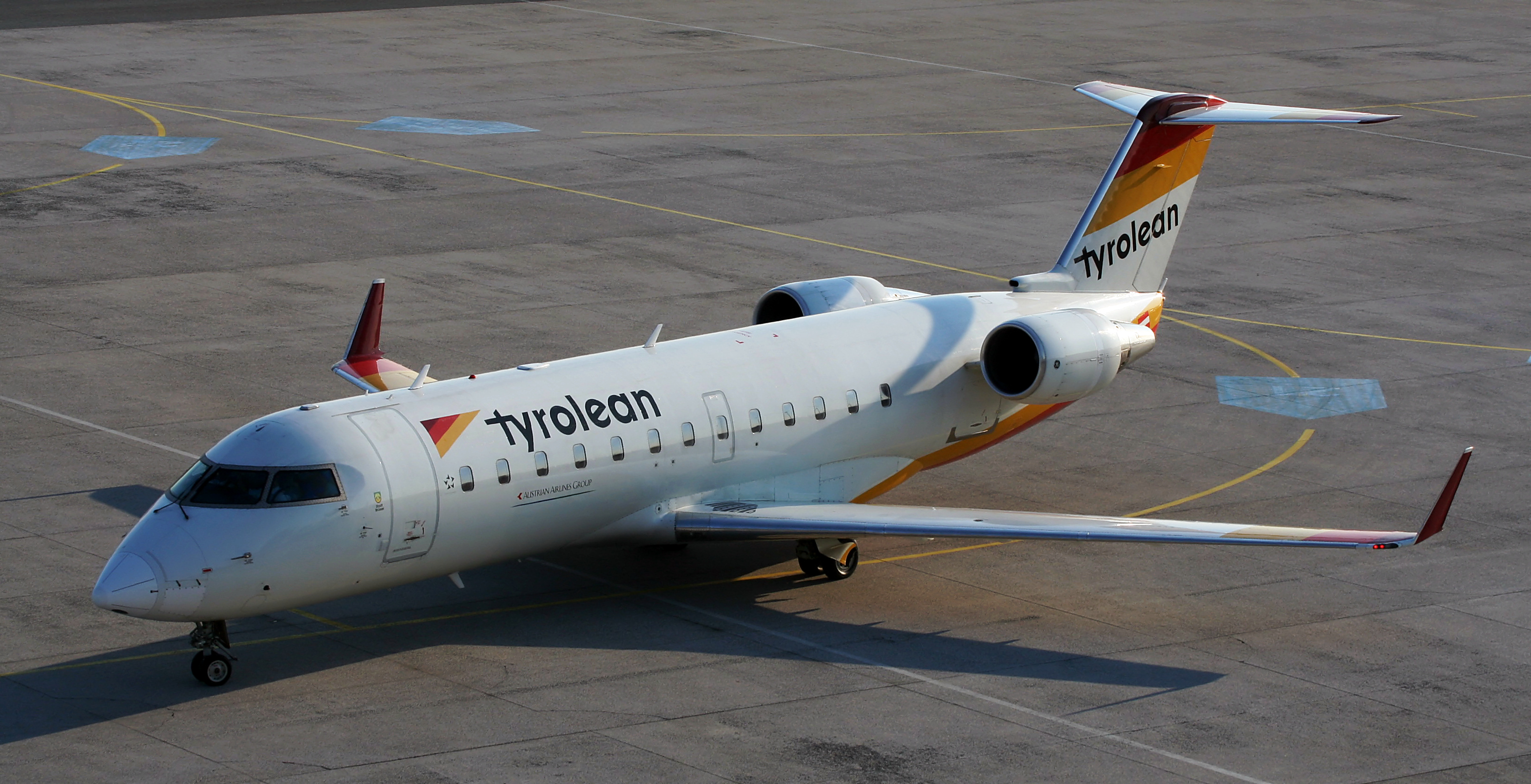
リアエンジンリージョナルジェットの小型機CRJ200

一方、コミューター路線向けのリージョナルジェットや企業・富豪向けの自家用機ビジネスジェットとよばれる小型ジェット機が1960年代以降に出現したが、それらは翼下地上高の低さによるエンジンレイアウトの制約から、必然的にリアエンジン方式を使わざるを得ないことが多く、一般的なレイアウトとして定着している。
後部にジェットエンジンを置くと、水平尾翼を通常の位置とした場合に排気流と干渉するため、亜音速機ではT字尾翼、超音速機では後部胴体下部とするなどして水平尾翼を排気から避けた位置に置くことがもっぱらである。

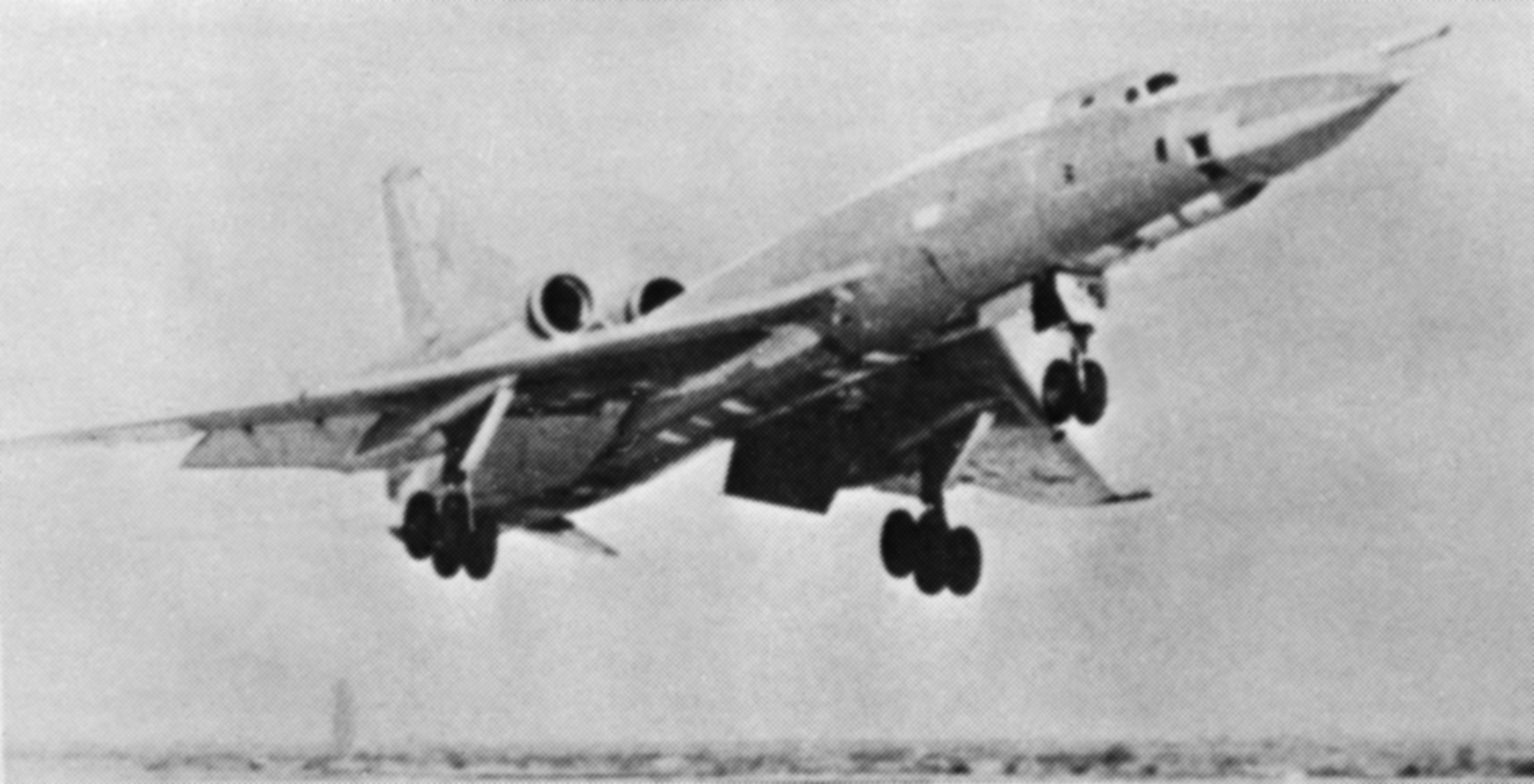
垂直尾翼を挟んだエンジン配置のソ連空軍Tu-22

### リアエンジン航空機の例
双発ジェット
上記のように、いわゆるビジネスジェットはその多くが双発アフトエンジン機であるため、本稿ではリージョナルジェット以上の機体のみを挙げる。
 アメリカ合衆国
- マクドネル・ダグラス DC-9
  - マクドネル・ダグラス MD-80
  - マクドネル・ダグラス MD-90
  - ボーイング717

 カナダ
- ボンバルディア CRJ

 ブラジル
- エンブラエル ERJ

 イギリス
- BAC 1-11

 フランス
- シュド・カラベル

 オランダ
- フォッカー F28
- フォッカー70
- フォッカー100

 ソビエト連邦 /  ロシア
- ツポレフ Tu-134

三発ジェット
 アメリカ合衆国
- ボーイング727

 イギリス
- ホーカー・シドレー トライデント

 フランス
- ダッソー ファルコン 50
- ダッソー ファルコン 900
- ダッソー ファルコン 7X
- ダッソー ファルコン 8X

 ソビエト連邦 /  ロシア
- ツポレフTu-154
- ヤコヴレフYak-40
- ヤコヴレフYak-42

四発ジェット
 アメリカ合衆国
- ロッキード ジェットスター

 イギリス
- ビッカース VC10

 ソビエト連邦 /  ロシア
- イリューシンIl-62